# Station Beaune
Station Beaune is een spoorwegstation in de Franse gemeente Beaune, op de spoorlijn Paris-Lyon - Marseille-Saint-Charles, geopend op 1 september 1849. Het wordt bediend door TGV-treinen en treinen van de TER-Bourgogne. Er zijn geen aftakkingen meer, maar door de talrijke verbindingen met het nabije Dijon, kan men in alle richtingen door Frankrijk reizen.